# Tal Madesta
Tal Madesta (1993) es un activista, periodista y autor francés, conocido por su compromiso con el feminismo y la defensa de los derechos de las personas trans.

## Primeros años
Tal Madesta proviene de una familia judía sefardí.
En 2019 se unió al movimiento feminista collage durante el Grenelle sobre la violencia doméstica . Al mismo tiempo, comenzó a expresarse sobre temas feministas a través de redes sociales. En 2020 inició su transición de género.

## Carrera
En 2021, participó en el pódcast Le Cœur sur la table de Victoire Tuaillon para hablar del amor sin opresión.  Este episodio de pódcast se convierte en su primer libro, Désirer à tout prix (en español: Deseo a toda costa), que publica en 2022 con Binge Editions. Su libro critica la sexualidad obligatoria y analiza otros tipos de vínculos emocionales. También analiza la revolución sexual, argumentando que ha beneficiado más a los hombres que a las mujeres. Afirma que no habla de asexualidad sino de la restricción de la sexualidad para la sociedad en su conjunto y sugiere otras formas de abordar la intimidad.
En 2023 publicó su segundo ensayo, La Fin des monstres (en español: El fin de los monstruos), que es autobiográfico. En él relata su propia transición de género para responder a los argumentos anti-trans; También habla sobre el estrés de las minorías, la detransición y la violencia transfóbica en la Francia contemporánea. El libro es un encargo que sigue a la redacción de cuatro ensayos en números de la revista La Déferlante. Se trata del primer trabajo publicado por la editorial inculada a la revista.